# Брак в иудаизме

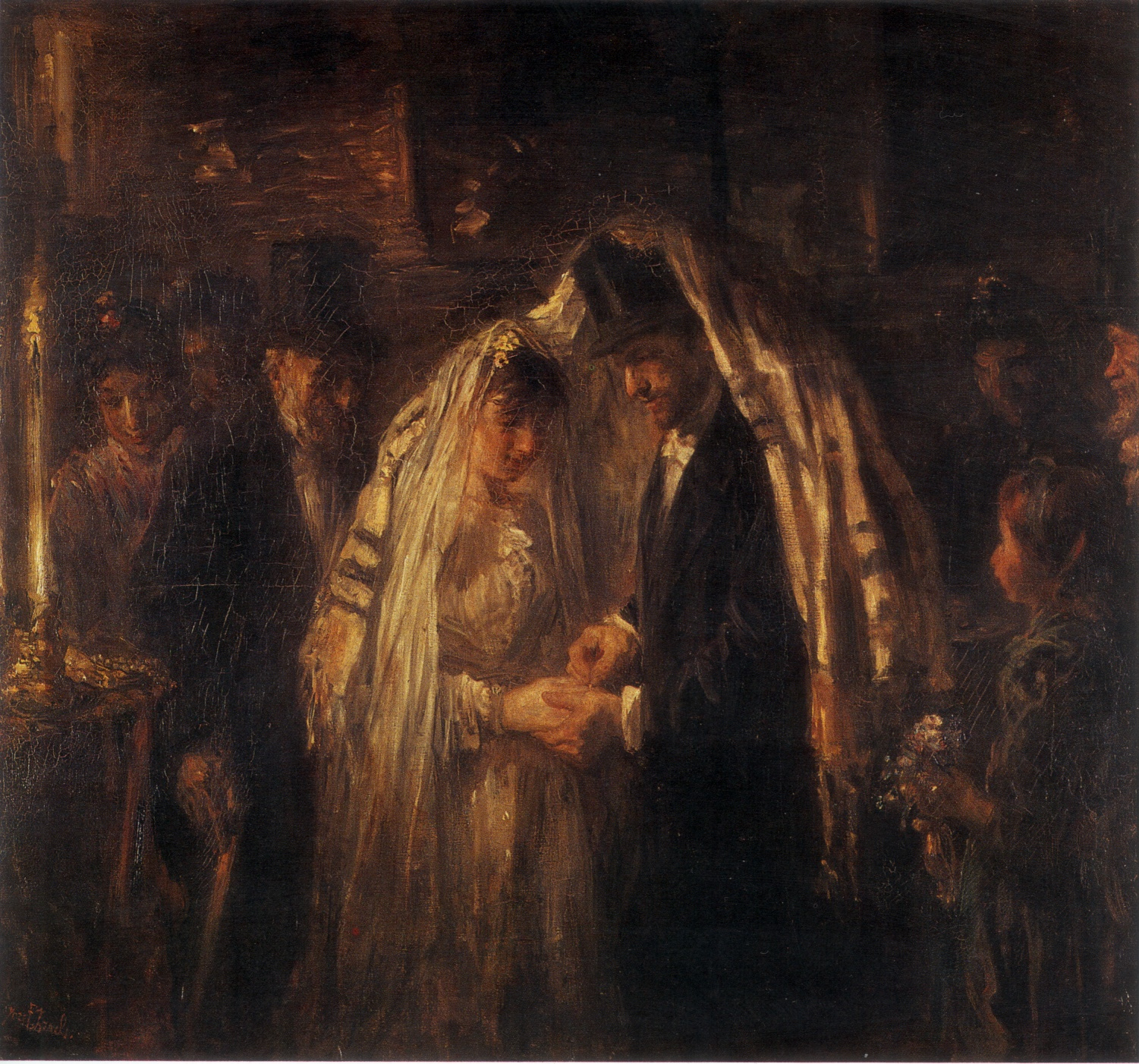
Йозеф Исраэлс. Еврейская свадьба. 1903 г.

Иудаизм издревле определяет брак как идеальное состояние человеческого бытия. Мужчина без жены или женщина без мужа рассматриваются еврейским обществом как неполноценные личности.

## Сватовство
По еврейским законам, понятие «предложение» определяют как обоюдное обещание мужчины и женщины вступить в брак в обозримом будущем и сроки, в пределах которых этот брак должен быть заключён. Подобное обещание может быть дано, как будущими супругами, так и их родителями или другими родственниками. Обручение само по себе не влияет на личный статус сторон и не даёт ни одной из сторон права требовать выполнения каких-либо обязательств.
По традиции, вопросом предложений занимается отдельный человек со стороны, чаще всего — это профессиональный сват («ша́дхан»). Сам процесс от этого получил название шидухи́м. За свою работу сват получает вознаграждение, фиксированное законом или согласованное заранее с заказчиком. Как правило, оно составляет небольшой процент от приданого. Оплату вознаграждения производят во время помолвки или уже после свадьбы одной из сторон или каждой из сторон по отдельности.
Раввин (руководитель общины верующих), как лицо, пользующееся особым доверием, иногда выступает в качестве посредника. Несмотря на то, что приготовления к свадьбе касаются в первую очередь родителей, их дети могут вступить в брак независимо от их согласия, свадьба не может быть отменена в результате протеста родителей одного из супругов.
Сегодня в некоторых ортодоксальных кругах многие молодые люди находят своих партнёров без участия родителей. И даже в том случае, если родители сводят своих детей, чаще всего дело не доходит даже до помолвки. Тем не менее, родители пары до сих пор вовлекаются в организацию свадеб.

## Обручение и свадьба
В талмудическую эпоху свадьба состояла из двух основных этапов:
- Эруси́н (Кидушин) — церемония обручения.
- Нисуи́н (Хупа) — церемония вступления в брак.

Два этапа вступления в брак разделяли годовым перерывом (месячным — для вдовы). В течение этого времени, до окончательной церемонии бракосочетания, невеста оставалась в доме отца, но она считалась уже связана брачными узами; расторжение связи между обручёнными требовало тех же формальностей развода, как и при вполне завершённом браке. Брачное сожительство в этот период было воспрещено.
Обручение юридически связывало жениха и невесту брачными узами, однако юридически закреплённым он становится только после проведения второй церемонии по вступлению в брак[уточнить].
Существовали несколько путей, следуя которым пара могла обозначить свою помолвку:
- С помощью денег (ке́сеф) или ценного предмета, как, например, кольцо или ценная монета. Сам договор о помолвке закреплялся в присутствии двух свидетелей и с непосредственного согласия невесты;
- С помощью контракта (штар) в присутствии двух свидетелей, содержащего заявление об эрусин (см. выше);
- Намеренное вступление в половые отношения с целью обязать партнёра к замужеству; такой подход всячески не одобрялся раввинскими мудрецами, за исключением случая, когда вдова обязана была выходить замуж за брата своего мужа (ибум); в 3-м веке н. э. был воспрещён под угрозой наказания.

Наиболее распространённым путём заключения помолвки было вручение женихом невесте какой-либо ценной вещи (ке́сеф), чаще всего кольца. При этом произносилась та или иная традиционная формула, заключающая в себе смысл брака. Хотя юридически выбор формулы был безразличен, но на практике получила преобладание формула «будь мне женой по закону Моисея и иудеев», а позже получила господство употребляемая и ныне формула: «будь посвящена мне посредством этого кольца по закону Моисея и Израиля». Обручение сопровождалось особой бенедикцией. Обручение сопровождалось пиршеством.
Второй и заключительный момент вступления в брачный союз, по традиции, проводили в отдельном помещении. Обязательными элементами церемонии были: ктуба — составление письменного брачного договора, чтение его, подписание и вручение невесте; хупа — переход невесты в дом жениха, который символически выражался в том, что жениха и невесту вводили в одно помещение, а позже — под специальный балдахин (собственно хупа); чтение семи специальных бенедикций.
Начиная со Средневековья оба этапа были совмещены и их стали проводить как единую церемонию, при этом обряд бракосочетания стал публичным.
После помолвки паре необходимо пройти через ритуал официального бракосочетания, который является, фактически, предложением выйти замуж со стороны мужчины и согласием со стороны женщины. Гости, приглашённые на свадьбу, играют роль свидетелей. Функция раввина при проведении церемонии заключается в том, чтобы быть советником пары. К тому же в ряде стран гражданский закон требует от раввинов исполнения роли представителя государства, а от двух независимых свидетелей подписи свидетельства о браке.

## Супружество

### Семейная гармония
Семейная гармония, известная как шлом байт, является древней еврейской традицией.

### Сексуальные отношения
Между супругами ожидается наличие регулярных сексуальных отношений. По еврейской традиции, сексуальные отношения являются обязательством мужчины перед своей женой и известно под именем «онах». Несмотря на то, что инициатива по вступлению в сексуальную связь полностью лежит на женщине, она не должна использовать секс в качестве простого развлечения.

### «Семейная чистота»
Законы о «семейной чистоте» (та́харат ха-мишпа́ха) считают важной частью брака относительно ортодоксального иудаизма. Им требуется соблюдение деталей менструальных законов. Ортодоксальные женихи и невесты часто до свадьбы посещают занятия по данной тематике.

## Замужество в детском возрасте
Вступать в брак в детском возрасте иудейский закон позволяет только девочкам; несмотря на то, что мальчиков (согласно раввинской литературе) считали мужчинами уже к девяти годам, им позволено вступать в брак только по достижении совершеннолетнего возраста (13 лет и 1 дня). Девочек, согласно Талмуду, считают женщинами уже с трёх лет. В связи с этим уже с этого возраста, в случае сексуальной близости с мужчиной, возможно заключение брака; в 3 года девочкам также позволено обручаться.
При анализе представлений о ранних браках в Талмуде следует учесть, что значительная часть обсуждения носила теоретический характер. Например, Талмуд рассматривает вопросы сексуальной близости с девочкой трёхлетнего возраста, однако это отнюдь не означает разрешения на такие отношения. В 3 года девочкам теоретически было позволено обручаться и выходить замуж, что было социальной формой заключения брачного контракта, а отнюдь не означало начала интимных отношений, но на практике слишком ранних браков не допускали.
В современном иудаизме допускают брак начиная с 16 лет. В период средневековья и в античности (в эпоху Талмуда) браки разрешались в более раннем возрасте; однако даже тогда вступление в ранний брак не означало начала интимных отношений, но было социальной формой заключения брачного контракта.
В Талмуде (Нида 5:44) объясняется физиология развития женского пола до трёх лет и после. Если произойдёт какое-то насилие над трёхлетней девочкой, то объясняется, какое наказание положено преступнику. Если девочке меньше трёх лет, то рассматривается другое наказание. После трёхлетнего возраста этот контакт расценивается как половой. До трёх лет этот контакт не расценивается как половой, а как будто «ткнул пальцем в глаз». И если происходит повреждение, то это будет считаться физическим повреждением, поэтому закон Талмуда это тоже запрещает, затрагивая эту разницу.
Иудаизм в целом разделяет женщин на три возрастные группы:
- Ктана («дитя») — к этой группе относились все девочки в возрасте от 3 до 12 лет.
- Наара («девушка») — к этой группе относятся все девочки старше 12 лет, однако оставались они ими, как правило, не более 6 месяцев. Двенадцатилетний возраст считался возрастом наступления женского совершеннолетия, хотя при определённых обстоятельствах совершеннолетней девушка могла стать значительно позднее.
- Богерет («зрелая») — к этой группе относятся девушки старше 12 лет, которые уже не относились к категории наара. Такие девушки считались взрослыми по всем аспектам[9][7].

Девочки, относящиеся к первой группе, были полностью объектом власти своего отца, который мог выдать их замуж вне зависимости от их согласия. Аналогичную власть отец имел и при разводе. В случае его смерти или отсутствия по тем или иным причинам, девочка переходила под контроль своих братьев, которые в сумме имели те же права на выдачу своей сестры замуж, что и её мать. Что же касается девушек (наара), то в талмуде нет определённой точки зрения на то, имеют ли они те же права, что и ктана или же обладают полной свободой выбора, как и богерет.

### Аннулирование «детских» браков
Для ктана первое вступление в брак, предопределённое её отцом, является полностью принудительным. Для разрыва такого брака необходимо пройти стандартную процедуру развода, как и в случае со взрослыми супругами. Тем не менее, согласно Талмуду, если брак был расторгнут (в случае развода или смерти мужа), все дальнейшие свадьбы для ктана могут быть только добровольными с возможностью последующего расторжения. Следуя Талмуду, брак, инициируемый другими членами семьи (в случае отсутствия отца по тем или иным причинам), ктана может расторгнуть, даже если он будет для неё первым.
Решение ктана аннулировать свой брак, известное в древнееврейском языке как миун («отрицание», «отказ», «протест»), ведёт к аннулированию, а не к официальному разводу. Официальный документ о разводе не оформлялся, вследствие чего ктана, аннулировавшая свой брак, по закону не считалась разведённой.
В отличие от развода, миун часто воспринимался с отвращением многими раввинскими писателями. В раннем классическом иудаизме было описано, что подобного рода права по аннулированию действуют только на период обручения (эрусин), а после полноценного вступления в брак (нисуин) уже не имеют силы.
Для официального заявления об аннулировании брака ктана нужно заявить о том, что она не хочет жить со своим мужем при двух свидетелях. Аннулирование вступает в силу сразу же после её слов. В давние времена, в таких случаях выдавался документ о том, что миун был произведён. Тем не менее, для вступления в силу аннулирования не нужно было строго оформлять своё решение. Если ктана демонстрировала, что она не в восторге от замужества, это уже было основой для аннулирования. Например, она могла помолвить (эрусин) себя с другим мужчиной, что автоматически аннулировало её предыдущий брак (за исключением того случая, когда предыдущий брак считался первым, инициированным её отцом). Однако если замужество начиналось тогда, когда девочке было не менее 6 лет, и она выражала своё одобрение к нему, ей можно было аннулировать свой брак только за счёт официального документа, пока она не достигла десятилетнего возраста и понимания обстановки.

### На практике
В Средние века культурное давление на еврейскую общественность привело к тому, что многие девочки вышли замуж ещё детьми (до того как они стали богрот). Мальчики тоже подвергались давлению. Некоторые раввины оговаривали, что мальчики должны жениться сразу по наступлении совершеннолетнего возраста, поскольку считалось, что каждый, кто ещё не был женат по достижении двадцати лет, будет проклят Богом. Раввинские суды часто заставляли таких людей вступать в брак насильно. Тем не менее, были и исключения, древние раввины видели изучение еврейского закона причиной оставаться холостым.
Полностью отрицались раввинами и пренебрежение нижним порогом возраста вступления в брак и браки с большой разницей в возрасте между супругами (например, между молодым парнем и старой женщиной). В Средние века многие пытались запретить детские свадьбы, однако отношение к ним было куда терпимее, чем к возможным проявлениям педофилии.
На сегодняшний день детские свадьбы не распространены в еврейском обществе. Теперь это стало крайне редким явлением, поскольку во многих странах их запретили законом.

## Многожёнство
Многожёнство в иудаизме считается возможным во избежание голода, вдовства или в случае женского бесплодия, а также в левиратском браке, когда брат должен был жениться и обеспечивать вдову своего брата (Второзаконие, 25:5-10). Несмотря на многочисленные упоминания в Торе, учёные считают, что полигиния на самом деле не была распространена в библейские времена, так как многожёнство требует богатства. Майкл Куган, напротив, утверждает, что полигиния в библейские времена встречалась часто, и сошла на нет только ко II веку нашей эры.
В XI веке рабби Гершом ввёл 1000-летний запрет на многожёнство для ашкеназских евреев. Введение этого запрета в среде ашкеназских евреев объясняется следующими причинами:
- Положением женщин в христианской Европе, где в это время была моногамия.
- Участием многих европейских евреев в торговле в мусульманских странах, где они заводили новых жён и бросали старых в Европе.

Современный светский Израиль, основанный ещё в период действия этого 1000-летнего запрета, не разрешает заключать полигамные браки. Но в то же время, те евреи, которые уже стали многоженцами, получают израильское гражданство без проблем, а их брачные союзы со второй и последующими жёнами имеют юридическую силу со всеми сопутствующими последствиями.
При этом есть следующие ограничения на многожёнство:

Не бери жены вместе с сестрою её, чтобы сделать её соперницею, чтоб открыть наготу её при ней, при жизни её…— Левит 18:18

Если кто возьмёт себе жену и мать её: это беззаконие.— Левит 20:14
Также Тора устанавливает «и пусть не множит себе жен» (Втор. 17:17), что авторы Талмуда трактуют как «не более 18 жён».
Из троих праотцов еврейского народа — Авраама, Исаака и Иакова — только Исаак был одноженцем. У Авраама были наложницы, число которых в Торе не уточняется, первую из них — Агарь — ему дала Сарра по той причине, что сама родить не могла. Иаков же стал многоженцем не по своей воле — когда он отработал на своего дядю Лавана 7 лет за свою жену Рахиль, то после свадьбы дядя Лаван дал ему вместо Рахили её сестру Лию, что Иаков обнаружил только на утро. И хотя неделю спустя он сыграл свадьбу и с Рахилью, но за Лию ему пришлось работать на Лавана ещё 7 лет. Впоследствии, когда Лия с Рахилью пытались родить как можно больше детей, себе на помощь они позвали служанок: Лия — Зелфу, а Рахиль — Валлу. В итоге вчетвером они нарожали Иакову 13 детей — 12 родоначальников колен израилевых и одну дочь.
В современном иудаизме существует движение «А-байт а-йегуди а-шалем», которое призывает легализовать многожёнство для решения демографической проблемы в современном Израиле, ссылаясь на окончание 1000-летнего периода, в течение которого было запрещено многожёнство. Их оппоненты возражают на это тем, что слова «на 1000 лет» означают «навсегда».
Список многоженцев, упомянутых в Танахе:
1. Авраам имел жену Сарру и несколько наложниц, из которых по имени известна только Агарь. После смерти Сарры Авраам взял в жёны Хеттуру (Бытие 25:1-6).
2. Ламех имел двух жён: «И взял себе Ламех две жены» (Бытие 4:19).
3. Иаков имел двух жён: сестёр Лию и Рахиль, и служанок жён — Валлу (Билху) и Зелфу (Зилпу) (Бытие 29:30).
4. Исав имел трёх жён: Иегудифу, Васемафу и Махалафу. Бытие 26.34, 28.9.
5. Гедеон: «У него много было жён. Также и наложница» (Суд. 8:30, 31).
6. Давид имел 10 жён.
7. Соломон имел 700 жён и 300 наложниц (3 Царств 11:3).
8. Ровоам имел 18 жён и 60 наложниц.

## Браки с неевреями

### В Израиле
Среди израильских евреев наиболее распространён ортодоксальный иудаизм, запрещающий браки евреев с неевреями. Религия в Израиле не отделена от государства, и официально зарегистрировать в еврейском государстве межконфессиональный брак невозможно. Согласно исследованию Института еврейской политики от 2023 года, лишь 5% евреев Израиля вступают в смешанные браки. 

### В диаспоре
Браки евреев с неевреями происходят в основном в диаспоре. По данным Института еврейской политики, из евреев диаспоры в смешанных браках состоят: в Бельгии — 14 %, в Австралии — 20 %, в Великобритании — 22 %, в Канаде — 23 %, во Франции — 24 %, в Австрии — 30 %, в США — 45 %, в Германии — 46 %, в Венгрии — 55 %, а в России — 63 %.

### По направлениям в иудаизме
- Ортодоксальный иудаизм запрещает браки евреев с неевреями[35][36].
- Консервативный иудаизм также запрещает такие браки, но, если брак уже произошёл фактически, призывает семью доброжелательно относиться к нееврейскому супругу[39].
- Реформистский иудаизм и реконструктивистский иудаизм предоставляют своим раввинам в Северной Америке свободу принятия решения о проведении свадьбы между евреем и неевреем; в Израиле Совет реформистских раввинов разрешает женить только еврейские пары[40].

## Развод
Галаха (еврейский закон) допускает разводы. Документ о разводе называется «гет». Заключительная часть церемонии развода заключается в том, что муж передаёт документ о разводе в руки жены или её агента. Однако жена сама может подать иск в раввинский суд, чтобы инициировать развод. В этом случае муж будет вынужден передать документ, если он нарушил хотя бы одно из своих многочисленных обязательств. В случае развода жена может иметь, а может и не иметь право на денежную выплату.
Иудаизм признаёт право оскорблённой жены (физически или психологически) на развод с XII века. Консервативный иудаизм следует галахе, несмотря на отличия от ортодоксального иудаизма. Реформистские евреи обычно используют отдельную форму ketubah на своих свадьбах. Они не принимают разводы в том виде, в котором они были описаны, видя гражданский развод необходимым и достаточным. Тем не менее, некоторые реформистские раввины поощряют прохождение пары через полноценную процедуру развода.
Консервативный и ортодоксальный иудаизм не признаёт гражданский закон как важнейший религиозный закон, и, таким образом, не считает гражданский развод достаточным. Мужчина и женщина могут быть обоснованно разведены относительно взглядов реформистских евреев, но до сих пор быть женаты по законам общества консерваторов. Ортодоксальный иудаизм не признаёт реформистские свадьбы потому что, в случае их заключения дети от реформистской женщины, вступившей в новый брак, будут рассматриваться как мамзерим (внебрачные), поскольку эта женщина будет продолжать считаться состоящей в первом браке, а её дети, следовательно, продуктами прелюбодеяния. Внебрачные дети замужней женщины — это персональный статус, который не позволяет вступать в брак с не мамзер.

### «Связанные» женщины
По традиции, когда муж сбегает или его местонахождение становится неизвестным по какой-либо причине, женщина становится Агуна («связанной») и не может вступать в новый брак в силу того, что развод может инициироваться только мужем. В прежние времена исчезновение мужа в дальних странах было основной причиной подобной ситуации. В наше время, когда муж отказывается от составления договора о разводе по причине денег, собственности или опекунства, женщина не может выйти замуж повторно. Мужчина в этой ситуации называется Месарев гет (отказавшийся от развода).
Консервативные и ортодоксальные общества пытаются предотвратить возможность женщины не получить право на развод от своего мужа, и решать подобные вопросы, используя различные еврейские и мирские легальные методы. Однако до сих пор не существует ни одного легального решения проблемы жены, потерявшей мужа.